# Proletkult
Proletkult (akronim od ros. пролетарская культура – pol. kultura proletariacka) – organizacja kulturalna działająca w latach 1917–1932 w Rosji Radzieckiej a następnie w Związku Radzieckim, stawiająca sobie za cel wypracowanie nowej, klasowej kultury proletariatu.

## Historia organizacji
Inspiracją dla powstania organizacji była przedrewolucyjna działalność kierowanej przez Aleksandra Bogdanowa grupy Naprzód (Wpieriod), która w latach 1909–1910 próbowała zakładać specjalne szkoły dla robotników, w których mieli oni stać się wyrazicielami nowej kultury – kultury proletariatu. We wrześniu 1917 doszło do spotkania w Moskwie przedstawicieli ponad 200 organizacji, zajmujących się na co dzień działalnością kulturalną. Pod kierownictwem Anatolija Łunaczarskiego, Aleksandra Bogdanowa i Pawła Lebiediewa-Polańskiego wypracowano koncepcję tworzenia na obszarze całego kraju sieci ośrodków, ale także zespołów, w których robotnicy mieli nauczyć się od "starych twórców" podstawowych zasad technicznych, niezbędnych w procesie tworzenia. Latem 1919 działało ponad 100 miejskich struktur proletkultu, a w następnym roku w strukturach organizacji działało ponad 80 tysięcy osób. Na II kongresie Kominternu w sierpniu 1920 powołano do życia Międzynarodowe Biuro Proletkultu, które miało upowszechniać zasady kultury proletariackiej poza granicami kraju i przygotowywać Ogólnoświatowy Kongres Proletkultu. Biuro nie przejawiało jednak większej aktywności i wkrótce zawiesiło funkcjonowanie.
Działalność Proletkultu, jako scentralizowanej struktury zajmującej się kulturą skrytykował w 1922 Włodzimierz Lenin, co przyspieszyło proces jej decentralizacji. W miejsce jednolitej struktury działały pojedyncze zespoły muzyczne, teatralne i grupy literackie. Decyzję o rozwiązaniu Proletkultu podjął 23 kwietnia 1932 Komitet Centralny WKP(b).
Manifesty Proletkultu parodiował Jewgienij Zamiatin w powieści My.

## Działalność

### Wydawnictwa
Proletkult prowadził działalność wydawniczą - oprócz czasopism jak choćby Kultura proletariacka (ros. Пролетарская культура) wydawano zbiory poezji i opowiadań, tworzonych przez robotników.

### Teatr
W latach 20. rozpoczął działalność Pierwszy Robotniczy Teatr Proletkultu, w którym działali znani reżyserzy: Siergiej Eisenstein i Iwan Pyrjew. Obszarem zainteresowania twórców, związanych z Proletkultem było organizowanie imprez masowych i świąt rewolucyjnych, które miały sprzyjać przekazywaniu idei rewolucji bolszewickiej. W pierwszych latach działalności organizowano wielkie widowiska plenerowe, odwołujące się do tradycji romantycznych monumentalnych realizacji Maxa Reinhardta. Najbardziej spektakularnym pokazem tego typu był Szturm na Pałac Zimowy, wystawiony przez Nikołaja Jewreinowa w oryginalnej scenerii historycznej w Petersburgu. Przywódcy Białych grani przez zawodowych aktorów, zostali pokazani w sposób karykaturalny. Towarzyszył im trzytysięczny tłum statystów. Czerwonych, ubranych w jednakowe uniformy, reprezentowała dziewięciotysięczna rzesza statystów. W inscenizacji wzięły udział także jednostki zmotoryzowane, z Newy dochodziły odgłosy wystrzałów. Starcie odgrywano zarówno na placu jak i w samym Pałacu Zimowym, publiczność mogła z zewnątrz obserwować co dzieje się w środku przez matowo przysłonięte, podświetlone okna. 
Z czasem zrezygnowano z tak widowiskowych spektakli, Proletkult skupił się na działalności agitacyjnej, realizowanej przy minimalnych środkach inscenizacyjnych. Objazdowe grupy teatralne przedstawiały procesy wrogów ludu lub "mówione gazety". Przeciwników ustroju pokazywano w sposób karykaturalny. Błyskawicznie reagowano na aktualne wydarzenia polityczne, dopasowując do nich scenariusz przedstawień. Do najbardziej znanych grup tego typu należały Niebieskie Bluzy, związane z moskiewskim instytutem dziennikarstwa. 
Do stylistyki teatru Proletkultu nawiązywali m.in.: w Niemczech Erwin Piscator i Bertolt Brecht, a później masowe widowiska organizowane przez nazistów, w USA Clifford Odets i jego Group Theatre z Nowego Jorku.